# Рисерзе
Рисерзе — небольшое горное озеро к юго-западу от города Гармиш-Партенкирхен. Площадь поверхности — 0,03 км². Высота над уровнем моря — 785 м. На льду озера в феврале 1936 года прошли соревнования в рамках IV Зимних Олимпийских игр по хоккею и конькобежному спорту. Также вблизи озера располагалась санно-бобслейная трасса, принимавшая помимо Олимпиады четыре чемпионата мира по бобслею. В 1966 году трасса была разобрана.
В летнее время озеро пользуется популярностью у туристов, с берега открывается вид на ледник Цугшпитце.